# Warhammer 40.000: Eternal Crusade
Warhammer 40,000: Eternal Crusade è un videogioco in terza persona basato sul gioco della Games Workshop Warhammer 40,000. Il gioco è stato distribuito il 23 settembre 2016 per Microsoft Windows.

## Modalità di gioco
Il gioco è uno sparatutto in terza persona online (PvP) ambientato sul pianeta Arkhona. Il gameplay si sviluppa in mappe fino a 30vs30 giocatori.
Il giocatore ha la possibilità di personalizzare i suoi personaggi, con classi variabili a seconda della razza e con oggetti utilizzabili a seconda della classe scelta.

## Razze e fazioni
Le razze giocabili sono:
- Eldar (Altansar, Biel-Tan, Iyanden, Saim-Hann, Ulthwé)
- Orki (Goffs, Evil Sunz, Deathskulls, Blood Axes, Bad Moons)
- Space Marine (Ultramarine, Angeli Sanguinari, Angeli Oscuri, Lupi Siderali, Magli dell'Imperatore)
- Chaos Space Marines (Legione Alfa, Legione Nera, Guerrieri di Ferro, Signori della Notte, Predicatori)

Ogni razza ha 5 sotto-fazioni giocabili.

## Classi giocabili
Ogni classe parte con un equipaggiamento predefinito, customizzabile successivamente acquistando equipaggiamenti migliori, o aggiuntivi, con le monete di gioco o sbloccandoli da un albero abilità unico per ogni fazione.
Le monete di gioco sono i Punti Requisizione, che si ottengono semplicemente giocando, che sono proporzionali ai punti che otterrete in partita, e le monete RTC, che si ottengono pagando con soldi reali.
Le monete RTC permettono di accedere a personalizzazioni grafiche e ad equipaggiamenti unici, che non offrono però un vantaggio finale.

### Orki
- Loota
- Stormboy
- Shoota boy
- Slugga boy
- Painboy

### Space Marine
- Tattico
- Devastatore
- Assaltatore (Aria)
- Apotecario
- Assaltatore (Terra)

### Eldar
- Scorpione Venefico
- Banshee Urlante
- Vendicatore Implacabile
- Dragone di Fuoco
- Tetro Mietitore
- Falco Predatore
- Stregone

### Space Marines del Caos
- Havoc
- Raptor
- Marine del Caos (controparte traditrice del Tattico lealista)
- Aspirante Stregone
- Assaltatore del Caos (controparte traditrice dell'Assaltatore (terra) lealista)

## Mappe
Ci sono tre tipologie di mappe:
1. Fortezza: I difensori dovranno impedire agli attaccanti di conquistare determinati punti controlli avendo un limitato numero di respawn. I difensori hanno il vantaggio di utilizzare mura o altri strumenti difensivi. Gli attaccanti non hanno limiti ai respawn, ma devono attaccare e conquistare i punti di controllo prima della scadenza del timer.
2. Supremazia: La squadra A deve cercare di controllare 3 punti, facendo aumentare, proporzionalmente ai punti di controllo controllati, i propri ticket. Al raggiungimento di un limite di ticket la squadra A vince. La squadra B deve impedire che ciò avvenga prima della scadenza del timer.
3. Assalto: Gli attaccanti devono conquistare dei punti di controllo in successione prima dello scadere del tempo, se il primo punto non viene conquistato non si può passare al successivo. In questa modalità i difensori hanno rigenerazioni limitate per ogni punto.

## Lingue
Il gioco è disponibile in inglese, francese, italiano, russo, tedesco, spagnolo e portoghese.